# Ирвин, Джордж Лерой
Джордж Лерой Ирвин (26 апреля 1868 — 19 февраля 1931) — генерал-майор армии США. Участник Первой мировой войны.

## Биография
Джордж Лерой Ирвин родился 26 апреля 1868 года в Форт-Уэйн, штат Мичиган в семье военного медика.
Джордж Лерой окончил Военную академию Соединённых Штатов в 1889 году, участвовал в: Испанской-американской войне, Филиппино-американской войне, Второй оккупации Кубы и Первой мировой войне.
Во время Первой мировой войны Джордж Лерой Ирвин получил звание бригадного генерала и командовал 57-й полевой артиллерийской бригадой 32-й пехотной дивизии под командованием генерал-майора Уильяма Г. Хаана. Джордж Лерой отличился во время Второй битвы на Марне, Маас-Аргоннском наступлении и Мёз-Аргоннском наступлении. За эти бои был награждён медалью «За выдающиеся заслуги».
Умер 19 февраля 1931 года в Тринидаде, Вест-Индия.
В 1942 году в его честь был назван Национальный учебный центр в Форт-Ирвин.

## Семья
- Отец —  Бернард Джон Ирвин — бригадный генерал и кавалер Медали Почёта;
- Сын — Стаффорд Лерой Ирвин (1893 — 1955) —  участник Второй мировой войны, генерал-лейтенант армии США.